# ديفيد هيرولد (لاعب كرة قدم)
ديفيد هيرولد (بالألمانية: David Herold)، (مواليد 20 فبراير 2003)
هو لاعب كرة قدم ألماني يلعب في مركز الوسط والظهير الأيسر لنادي بايرن ميونخ الثاني.